# Частодубравский сельсовет
Частодубравский сельсове́т — сельское поселение в Липецком районе Липецкой области. 
Административный центр — село Частая Дубрава.

## История
В соответствии с законами Липецкой области №114-оз от 02.07.2004 и №126-оз от 23.09.2004 Частодубравский сельсовет наделён статусом сельского поселения, установлены границы муниципального образования.

## Население
| 2010  | 2012  | 2013  | 2014  | 2015  | 2016  | 2017  |
| ----- | ----- | ----- | ----- | ----- | ----- | ----- |
| 2139  | ↘2110 | ↗2123 | ↘2122 | ↗2171 | ↗2254 | ↗2374 |
| 2018  | 2021  |       |       |       |       |       |
| ↗2389 | ↗3320 |       |       |       |       |       |

## Состав сельского поселения
| № | Населённый пункт  | Тип населённого пункта       | Население |
| - | ----------------- | ---------------------------- | --------- |
| 1 | Терновое          | село                         | ↗137      |
| 2 | Товаро-Никольское | село                         | ↗209      |
| 3 | Частая Дубрава    | село, административный центр | ↗2033     |
| 4 | Ясная Поляна      | деревня                      | ↗125      |